# Yazoo and Mississippi Valley Railroad
Le Yazoo and Mississippi Valley Railroad (Y&MV) était un chemin de fer américain de classe I qui fut créé en 1882 par l'Illinois Central Railroad. La ligne reliait Jackson, Mississippi à Yazoo City, Mississippi, Mississippi. La ligne fut prolongée vers le delta du Mississippi et vers Memphis, Tennessee. En 1892, l'Illinois Central Railroad (IC) racheta le Louisville, New Orleans and Texas Railway qui reliait Memphis à La Nouvelle-Orléans, Louisiane, avant de s'emparer du Mississippi and Tennessee Railroad. L'IC fusionna ensuite ces 2 compagnies dans le Yazoo & Mississippi Valley.
Afin de simplifier son organisation, l'IC commença à racheter et à absorber ses filiales; c'est ainsi que le Yazoo and Mississippi Valley Railroad cessa son exploitation en 1946. 

## Historique
Le Yazoo and Mississippi Valley Railroad fut créé en 1882 comme filiale de L'Illinois Central Railroad (IC). La construction débuta à Jackson, Mississippi et se prolongea jusqu'à Yazoo City, Mississippi. La ligne fut plus tard étendue vers le delta du fleuve Mississippi et vers Memphis, Tennessee. 
Entre 1945 et 1946, l'IC commença à absorber ses filiales, et le Y&MV perdit son autonomie d'exploitation.
En 1982, l'IC racheta le Louisville New Orleans & Texas Railway qui reliait Memphis à La Nouvelle-Orléans. Il racheta plus tard le Mississippi & Tennessee Railroad. Ces 2 compagnies furent fusionnées dans le Y&MV.

## Les vestiges
Le Y&MV, ou plutôt son prédécesseur le Yazoo Delta Railway, qui circula entre Moorhead et Ruleville, inspira de nombreuses chansons de blues sous le nom de Yellow Dog Railroad. Selon WC Handy, la population local traduisait les lettres YD peintes sur les wagons de fret par les mots "Yellow Dog". 
La Mississippi Blues Commission place le Y&MV comme élément central de la route du Mississippi Blues Trail. On trouvera donc sur ce circuit le dépôt de Rosedale, Mississippi, mais aussi des villes traversées par ce chemin de fer comme Friars Point et Vicksburg, Mississippi.